# 尾張旭市立渋川小学校
尾張旭市立渋川小学校（おわりあさひしりつ しぶかわしょうがっこう）は愛知県尾張旭市渋川町にある公立の小学校。

## 概要
- 校区は渋川町、庄中町、東名西町2丁目、東印場町であり、児童は尾張旭市立西中学校に進学する[1][2]。

## 沿革
- 1873年（明治6年）8月 - 東春日井郡印場村に渋川学校[注釈 1]として開校。
- 1886年（明治19年）9月 - 新居村の新葉学校に統合される。
- 1891年（明治24年）9月 - 印場村が新居尋常小学校から離脱し、印場尋常小学校を設置する。
- 1906年（明治39年）7月16日 -
  - 印場村、新居村、八白村が合併し、旭村が発足。
  - 旭第四尋常小学校に改称する。
- 1908年（明治41年）5月 - 旭第二尋常小学校、旭第三尋常小学校、旭第四尋常小学校を統合し、高等科を設置。旭尋常高等小学校となる。旧・旭第四尋常小学校は旭尋常高等小学校印場分教場となる。
- 1912年（明治45年）1月 - 印場分教場が旭尋常高等小学校から独立し、旭第三尋常小学校となる。
- 1917年（大正6年）4月28日 - 旭第三実業補習学校を併設する。
- 1925年（大正14年）8月25日 - 旭渋川尋常小学校に改称する。
- 1935年（昭和10年）4月 - 青年学校を併設する。
- 1941年（昭和16年）4月1日 - 旭渋川国民学校に改称する。
- 1947年（昭和22年）4月1日 - 旭村立渋川小学校に改称する。
- 1948年（昭和23年）8月5日 - 旭村が町制施行し、旭町となる。同時に旭町立渋川小学校に改称する。
- 1950年（昭和25年） - 校舎を増築する。
- 1952年（昭和27年） - 校舎を増築する。
- 1958年（昭和33年） - 校舎を新築（鉄筋コンクリート造2階建）する。
- 1965年（昭和40年）10月 - 新校舎（鉄筋コンクリート造4階建）、及び体育館（渋川公民館）が完成する。
- 1970年（昭和45年 12月1日 - 尾張旭町に改称。市制施行し、尾張旭市となる。同時に尾張旭市立渋川小学校に改称する。
- 1972年（昭和47年）4月 - 尾張旭市立白鳳小学校を分離する。
- 1973年（昭和48年）10月 - 開校100周年を迎える。
- 1978年（昭和53年）4月 - 尾張旭市立瑞鳳小学校を分離する。
- 1978年（昭和53年）4月 - プールが完成する。
- 1980年（昭和55年）4月 - 現在地に校舎を新築し、移転する。体育館が完成する。
- 2003年（平成15年）2月 - 校舎を増築する。

## 交通アクセス
- 名鉄瀬戸線印場駅下車、徒歩約15分。
- 名鉄瀬戸線旭前駅下車、徒歩約15分。

## 周辺施設
- 愛知県立旭野高等学校
- 尾張旭市立西中学校
- 尾張旭市立白鳳小学校
- 尾張旭市立瑞鳳小学校
- 尾張旭市立本地原小学校
- 印場駅
- 旭前駅
- 東名高速道路旭バスストップ
- ピアゴ印場店